# Tukuran
Tukuran est une localité de la province du Zamboanga du Sud, aux Philippines. En 2015, elle compte 39 820 habitants.